# Klaus Hein Fischer
Klaus Hein Fischer (* 4. Oktober 1937 in Frankfurt am Main; † 10. Juli 2001 in München) war ein deutscher Zeichner, Illustrator und Trickfilmer. Mit seinen berühmten Illustrationen schuf er den unverwechselbaren Charakter der ZDF-Serie Löwenzahn mit Peter Lustig.
Klaus Fischer starb überraschend im Alter von 63 Jahren.

## Leben
Nach seiner Ausbildung zum Lithographen trat er bald darauf in die berühmten Fußstapfen seines Vaters Cefischer. Folgerichtig schloss sich ein Studium der freien Grafik und Illustration an der Werkkunstschule Offenbach an. Theaterluft schnupperte Klaus Fischer zuerst als Bühnenbildassistent an den Städtischen Bühnen Frankfurt am Main und danach als Bühnen- und Kostümbildner am Staatstheater Kassel, am Schauspielhaus in Hamburg und an den Städtischen Bühnen Köln. 1979 brachte ihn die ZDF-Redakteurin Gabriele Röthemeyer zu Löwenzahn.

## Wirken

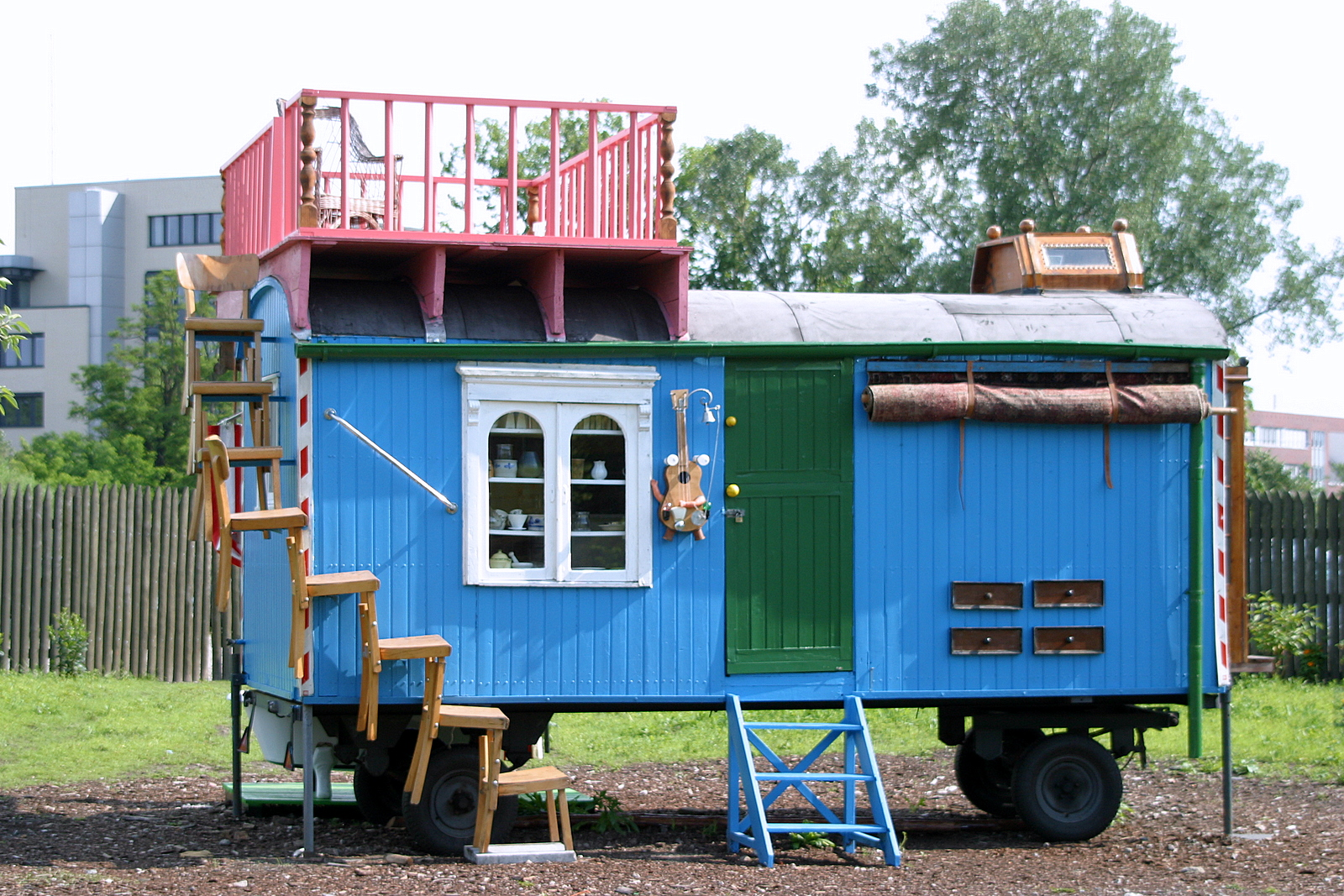
Der originale Bauwagen auf dem Gelände des Filmpark Babelsberg

Neben zahlreichen Drehbüchern für die Kinderserie Löwenzahn, schrieb er viele Bildergeschichten, die er wie die Trickteile meistens auch im eigenen Studio realisierte.
Der Vorspann der Serie, sowie auch der Bauwagen, die in den Jahren 1981–2005 zum Einsatz kamen, stammten von ihm. Außerdem begleitete er 19 Ausgaben des Löwenzahn-Magazins (erschien damals im Egmont Ehapa Verlag, heute bei Blue Ocean Entertainment), in dem er nicht nur seine Illustrationen beitrug, sondern auch am Layout beteiligt war und dem Heft „durch seinen Witz einen ganz besonderen Charme gab“.
Ebenfalls ab 1981 zog der „NDR-Ballon“ in den Pausenfilmen des Dritten Fernsehprogramms durchs Bild. Über den von Klaus Fischer detailreich skizzierten (und mit vielen lokalen „Insider“-Witzen gespickten) norddeutschen Städten und Landschaften (z. B. Lübeck, Hamburger Hafen, Celle, Sylt oder Göttingen) war eine akustische Gitarrenmusik zu hören. Das Instrumental (Das Loch in der Banane von Klaus Weiland) wurde später durch andere Titel oft maritimen Ursprungs ersetzt. Im NDR-Ballon saßen anfangs drei norddeutsche Figuren, später flog auch das NDR-Walross „Antje“ mit. In einigen Pausenfilmen wurde der Ballon später durch ein Flugzeug oder Schiff ersetzt, jedes Mal versehen mit einem NDR-Schriftzug.
Im Jahr 1987 illustrierte Klaus Fischer für den Westdeutschen Rundfunk die Verfilmung des Kinderbuches Der kleine Häwelmann von Theodor Storm. Neben der grafischen Umsetzung übernahm er Kamera, Schnitt und Regie. Der 7-minütige Film wurde erstmals am 1. Dezember 1987 in der Sendung mit der Maus ausgestrahlt.

## Modelltrick
Klaus Fischers Spezialität war der Modelltrick, den er in seiner Arbeit als Bühnenbildner entwickelt hat. Die Figuren und Dekorationsteile werden aus Pappe ausgeschnitten, bemalt und wie in einem Barocktheater hintereinander gestellt. Bei einer Kamerafahrt entsteht nun ein räumlicher Eindruck, es entsteht Tiefe. Dadurch wirkt die Bildergeschichte lebendiger.

## Werke
- Klaus Fischer, Kurt Grobecker (Hrsg.): Norddeutsche Impressionen – Städtebilder nah und fern gesehen. HanseStadt Verlag, Hamburg, ISBN 3-927245-00-3
- Klaus Fischer, Karl-Heinz Käfer: Helga und die Wildstühle. Wolfgang Mann-Verlag, Ascheim, ISBN 3-926740-03-5